# Insuetifurca xiae
Espèce
Synonymes
- Biserovus xiae Li, Su & Yu, 2004

Insuetifurca xiae est une espèce de tardigrades de la famille des Macrobiotidae.

## Distribution
Cette espèce est endémique de Chine. Elle se rencontre au Zhejiang et à Hainan,.

## Publication originale
- Li, Su & Yu, 2004 : Biserovus xiae sp. n. and Doryphoribius qinlingense sp. n., new species of eutardigrades from China. Zootaxa, no 660, p. 1-7.